# توکا-سنگ‌چشم
توکا-سنگ‌چشم (نام علمی: Colluricincla) نام یک سرده از راسته گنجشک‌سانان است.

## گونه‌ها
- توکا-سنگ‌چشم باور (Colluricincla boweri)
- توکا-سنگ‌چشم خاکستری (Colluricincla harmonica)
- توکا-سنگ‌چشم کوچک (Colluricincla megarhyncha)
- توکا-سنگ‌چشم دودی (Colluricincla tenebrosa)
- توکا-سنگ‌چشم ماسه‌سنگ (Colluricincla woodwardi)